# 細貝義雄
細貝 義雄（ほそがい よしお、1915年3月11日 - 2001年7月27日）は、日本の実業家。第一屋製パン創業者、初代代表取締役社長。元日本パン工業会副会長。新潟県出身。

## 人物・来歴
- 新潟県出身。
- 1947年大田区仲六郷で製パン業の第一屋を創業[1]。
- 1948年合資会社第一屋設立、同代表社員。
- 1955年第一屋製パン株式会社設立、同代表取締役社長。
- 1985年同代表取締役会長[2]。日本パン工業会副会長も務めた[3]。
- 2001年肝不全のため大田区内の病院で死去[4]。曹洞宗大本山總持寺瑞応殿で社葬が行われ[5]、息子である細貝理栄第一屋製パン代表取締役社長が葬儀委員長を務め、飯島延浩日本パン工業会会長や金原陸夫製粉協会会長が弔辞を述べた[6]。